# Li Xuanhao
Li Xuanhao (1º febbraio 1995) è un goista cinese di grado 9 dan.

## Biografia
Diventato professionista nel 2008, nel 2012 vinse la sesta edizione dello Xinxiu, una competizione per giovani professionisti, contro Yang Dingxin.
Nel 2012 e 2013 ha vinto la Prima divisione cinese di weiqi con la squadra di Chongqing. Nel 2014 ha vinto il Campionato cinese di Go.
Nel 2017 e 2018 ha vinto la Coppa Okage internazionale per goisti emergenti.
Nel 2022 ha vinto la Quzhou-Lanke Cup contro Fan Tingyu.
Nel 2023 è arrivato secondo nella 14ª edizione della Chunlan Cup contro il sudcoreano Byun Sang-il. Nel corso di questa competizione, Li è stato al centro di una controversia. Dopo aver sconfitto il connazionale Yang Dingxin nei quarti di finale (19 dicembre) e il sudcoreano, numero uno al mondo, Shin Jin-seo il semifinale (21 dicembre), Li è stato pubblicamente accusato di imbrogliare per essere ricorso all'uso di software da gioco da parte del connazionale Yang. La federazione cinese, dopo aver effettuato delle indagini, ha scagionato Li dalle accuse e sospeso Yang per sei mesi.
Nel 2024 ha vinto la prestigiosa MLily Cup, sconfiggendo nella finale il connazionale Dang Yifei per 3-1; avendo vinto il suo primo titolo internazionale all'età di 29 anni, si tratta del più vecchio campione di un titolo mondiale dalla vittoria della Coppa Chunlan da parte di Gu Li nel 2015 (32 anni) e del più vecchio campione del mondo a vincere il suo primo titolo dalla vittoria della Coppa LG da parte di Yu Bin nel 2000 (33 anni). A ottobre ha vinto la Coppa GBA sconfiggendo Yang Kaiwen.

## Palmarès
| Nazionali               | Nazionali      | Nazionali     |
| Titolo                  | Vittorie       | Secondi posti |
| ----------------------- | -------------- | ------------- |
| Xinxiu                  |                | 1 (2012)      |
| Campionato cinese di Go | 1 (2014)       |               |
| Quzhou-Lanke Cup        | 1 (2022)       |               |
| Coppa GBA               | 1 (2024)       |               |
| Totale                  | 3              | 1             |
| Internazionali          |                |               |
| Titolo                  | Vittorie       | Secondi posti |
| Coppa Okage             | 2 (2017, 2018) |               |
| Coppa Chunlan           |                | 1 (2023)      |
| MLily Cup               | 1 (2024)       |               |
| Totale                  | 3              | 1             |
| Totale                  |                |               |
| Totale                  | 6              | 2             |